# Jason Katims
Jason Katims (Brooklyn, 30 novembre 1960) è uno sceneggiatore, produttore televisivo e drammaturgo statunitense.
Noto per aver creato e/o prodotto serie televisive di successo come Roswell, che ha sviluppato, prodotto e scritto, Friday Night Lights, con il quale ha vinto il Primetime Emmy Award come miglior sceneggiatura per una serie drammatica nel 2011 per il suo lavoro sulla serie finale e Parenthood. Ha anche lavorato su Relativity, che ha creato e scritto, Boston Public, che ha co-scritto; Pepper Dennis; About a Boy; e il film del 1996 Tre amici, un matrimonio e un funerale, con David Schwimmer e Gwyneth Paltrow.

## Biografia
Katims è nato a Brooklyn, New York e ha studiato teatro al Queens College, Università della Città di New York. È sposato con Kathy Katims e ha due figli; Phoebe e Sawyer. Suo figlio è affetto dalla sindrome di Asperger.
Inizia la sua carriera di sceneggiatore scrivendo tre episodi per il teen drama My So-Called Life. Nel 1996 ha creato la serie televisiva Relativity, che è stata cancellata dopo pochi episodi. Successivamente ha scritto e prodotto serie di successo come Roswell e Boston Public.
Katims ha lavorato per la serie televisiva della NBC Friday Night Lights come capo sceneggiatore e produttore esecutivo. Per il suo lavoro nella serie ha vinto un premio Emmy e ha ottenuto diverse candidature ai Writers Guild of America Awards.
Sempre per la NBC ha creato, oltre ad essere produttore esecutivo, la serie televisiva Parenthood, basata sull'omonimo film del 1989 diretto da Ron Howard, dal quale era già stata tratta una breve serie televisiva intitolata Fra nonni e nipoti.
Nel 2014 ha sviluppato per la NBC la serie About a Boy, basata sull'omonimo romanzo di Nick Hornby.

## Filmografia

### Sceneggiatore
- My So-Called Life – serie TV, 3 episodi (1994)
- Tre amici, un matrimonio e un funerale (The Pallbearer), regia di Matt Reeves (1996)
- Relativity – serie TV, 7 episodi (1996-1997)
- Roswell – serie TV, 61 episodi (1999-2002)
- Boston Public – serie TV, 17 episodi (2002-2004)
- Pepper Dennis – serie TV, 2 episodi (2006)
- The Wedding Bells – serie TV, 5 episodi (2007)
- Friday Night Lights – serie TV, 10 episodi (2006-2011)
- La memoria del cuore (The Vow), regia di Michael Sucsy (2012)
- Parenthood – serie TV, 103 episodi (2010-2015)
- About a Boy – serie TV, 33 episodi (2014-2015)
- Pure Genius – serie TV, 13 episodi (2016-2017)

### Produttore
- Tre amici, un matrimonio e un funerale (The Pallbearer), regia di Matt Reeves (1996)
- Relativity – serie TV, 2 episodi (1996)
- Roswell – serie TV, 61 episodi (1999-2002)
- Boston Public – serie TV, 59 episodi (2001-2004)
- Pepper Dennis – serie TV, 9 episodi (2006)
- The Wedding Bells – serie TV, 4 episodi (2007)
- Friday Night Lights – serie TV, 71 episodi (2006-2011)
- Parenthood – serie TV, 103 episodi (2010-2015)
- About a Boy – serie TV, 33 episodi (2014-2015)
- The Path – serie TV (2016)
- Pure Genius – serie TV, 13 episodi (2016-2017)
- Away - serie TV (2020)

### Regista
- Friday Night Lights – serie TV, 2 episodi (2008-2011)
- Parenthood – serie TV, 3 episodi (2011-2015)